# Villar de Domingo García
Villar de Domingo García es un municipio y localidad española de la provincia de Cuenca, en la comunidad autónoma de Castilla-La Mancha. El término municipal, del que además de la localidad homónima también forman parte los núcleos de Noheda, Sacedoncillo y Villalbilla, tiene una población de 215 habitantes (INE 2024).

## Geografía
Integrado en la comarca de la Alcarria Conquense, se sitúa a 26 km de la capital provincial. El término municipal está atravesado por la carretera N-320 entre los pK 154 y 169, además de por la carretera autonómica CM-210, que permite la comunicación con Torralba, y por carreteras locales que conectan con Villas de la Ventosa, Bascuñana de San Pedro y Fuentenava de Jábaga. El territorio ocupa parte de la ladera occidental de la sierra de Bascuñana y las primeras llanuras del altiplano de La Alcarria Conquense. La altitud oscila entre los 1355 m en el extremo oriental (Alto de Valpedro) y los 890 m al oeste, a orillas del río Guadamejud. El pueblo se alza a 942 m sobre el nivel del mar.
| Noroeste: Torralba y Villas de la Ventosa | Norte: Torralba          | Nordeste: Sotorribas         |
| Oeste: Villas de la Ventosa               |                          | Este: Bascuñana de San Pedro |
| Suroeste: Fuentenava de Jábaga            | Sur: Chillarón de Cuenca | Sureste: Cuenca              |

## Historia
A mediados del siglo XIX, la villa tenía contabilizada una población de 668 habitantes. Aparece descrita en el decimosexto volumen del Diccionario geográfico-estadístico-histórico de España y sus posesiones de Ultramar de Pascual Madoz de la siguiente manera:

VILLAR DE DOMINGO GARCIA: v. con ayunt. en la prov., dióc. y part. jud. de Cuenca (4 leg.), aud. terr. de Albacete (24) y c. g. de Castilla la Nueva (Madrid 24). sit. en terreno llano y bien ventilado, con clima frio y sano. Consta de 170 casas de mala construccion inclusa la de ayunt., posada y casa del conde Cabezuelas; las calles estan mal empedradas y sucias; hay una escuela de primeras letras, dotada con 800 rs. del fondo de propios, y concurrida por 74 discípulos de ambos sexos; para surtido del vecindario tiene una fuente á 1/2 leg. del pueblo, varios pozos en las casas; la igl. parr. (Ntra. Sra. de la Asuncion) está servida por un cura de segundo ascenso y 2 tenientes para los anejos de Bascuñana y Villalbilla; á corta dist. de la pobl. está la ermita del Cristo de la Calzada y á mas dist. la de Sto. Tomás Apóstol. El térm. confina por N. con Torralba; E. Collados; S. Sacedoncillo, y O. Bolliga; su cabida es de 3,866 fan. de tierra, de las cuales pertenecian á varios conv. de la c. de Cuenca 156; disfruta de monte y llano y es medianamente productiva la parte roturada; lo restante destinado á pastos y leña: los caminos son locales y en mediano estado. prod.: trigo, cebada, centeno y pocas legumbres; se cria ganado lanar y cabrio y caza de liebres, perdices y conejos. ind.: la agrícola. comercio: la venta del escaso sobrante de sus productos. pobl.: 168 vec., 668 alm. cap. prod.: 1.949,320 rs. imp.: 97,466: el presupuesto municipal asciende á 1,500 rs. y se cubre por reparto vecinal.
(Madoz, 1850, pp. 237-238)

## Demografía
Villar de Domingo García cuenta con una población de 215 habitantes (INE 2024).
| Gráfica de evolución demográfica de Villar de Domingo García entre 1842 y 2021 |
| |
| Población de derecho según los censos de población del INE Población de hecho según los censos de población del INEEntre el censo de 1857 y el anterior, crece el término del municipio porque incorpora a 5017 (Villalvilla) Entre el censo de 1970 y el anterior, crece el término del municipio porque incorpora a Sacedoncillo |

## Patrimonio

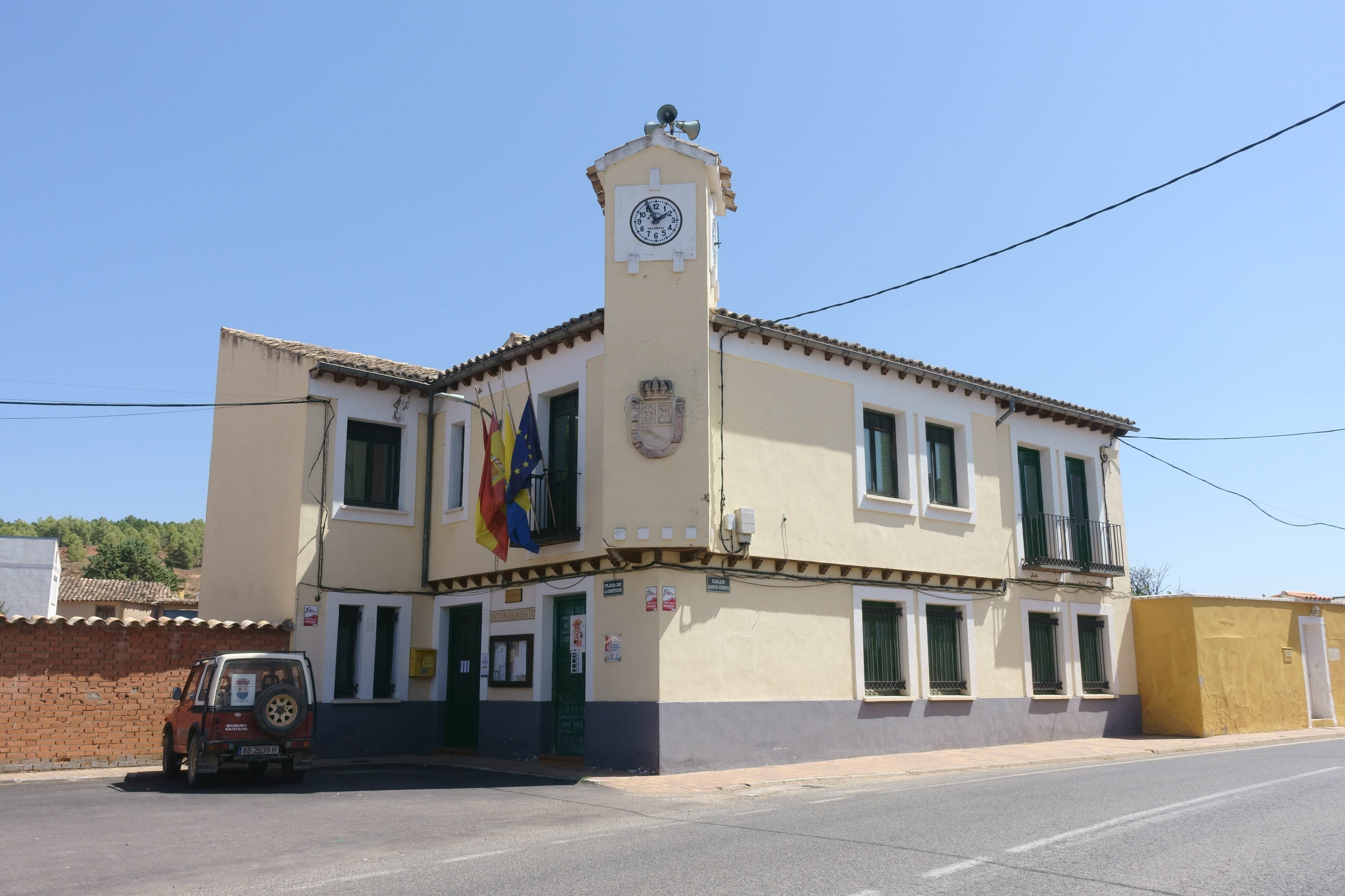
Casa consistorial

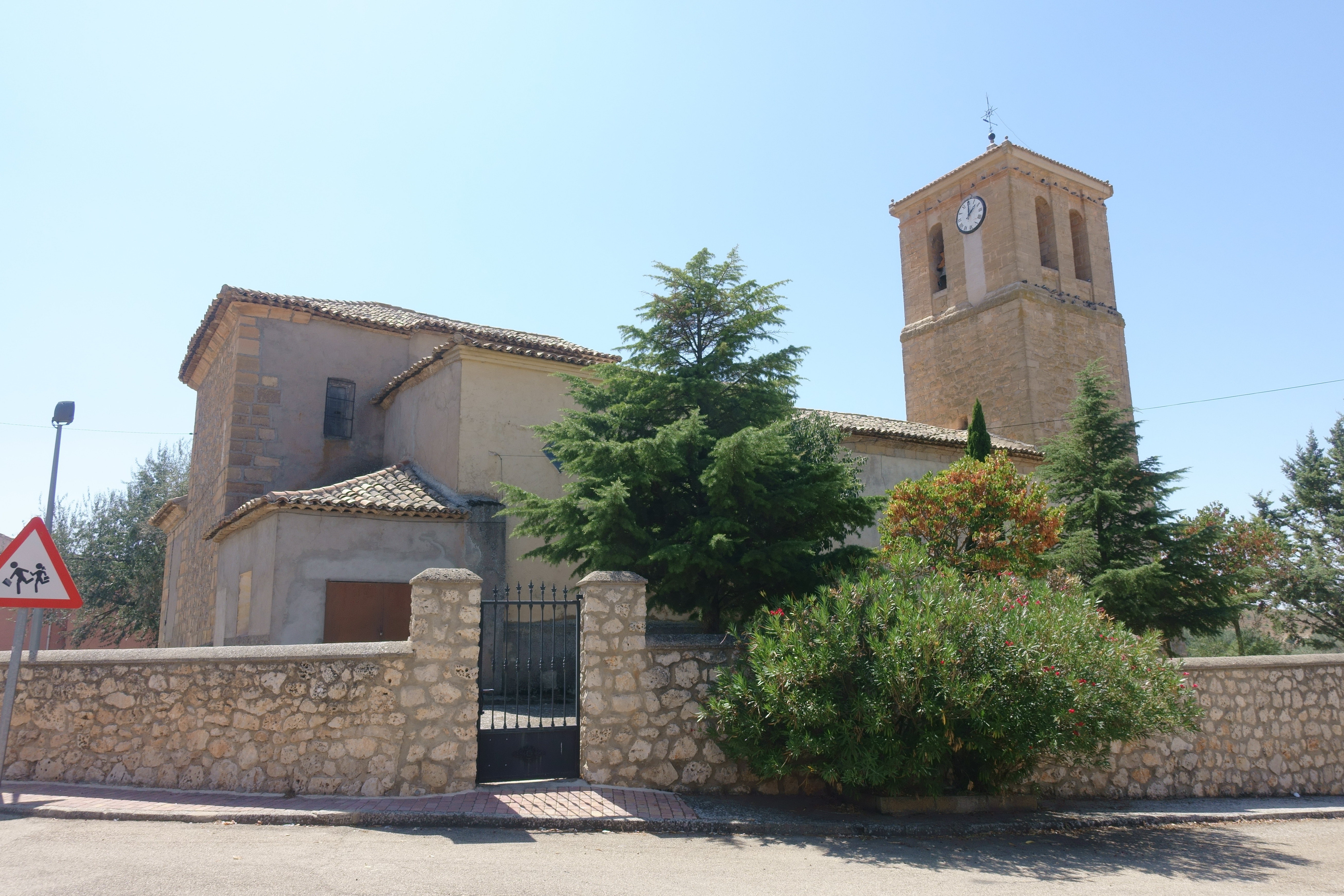
Iglesia de Nuestra Señora de la Asunción

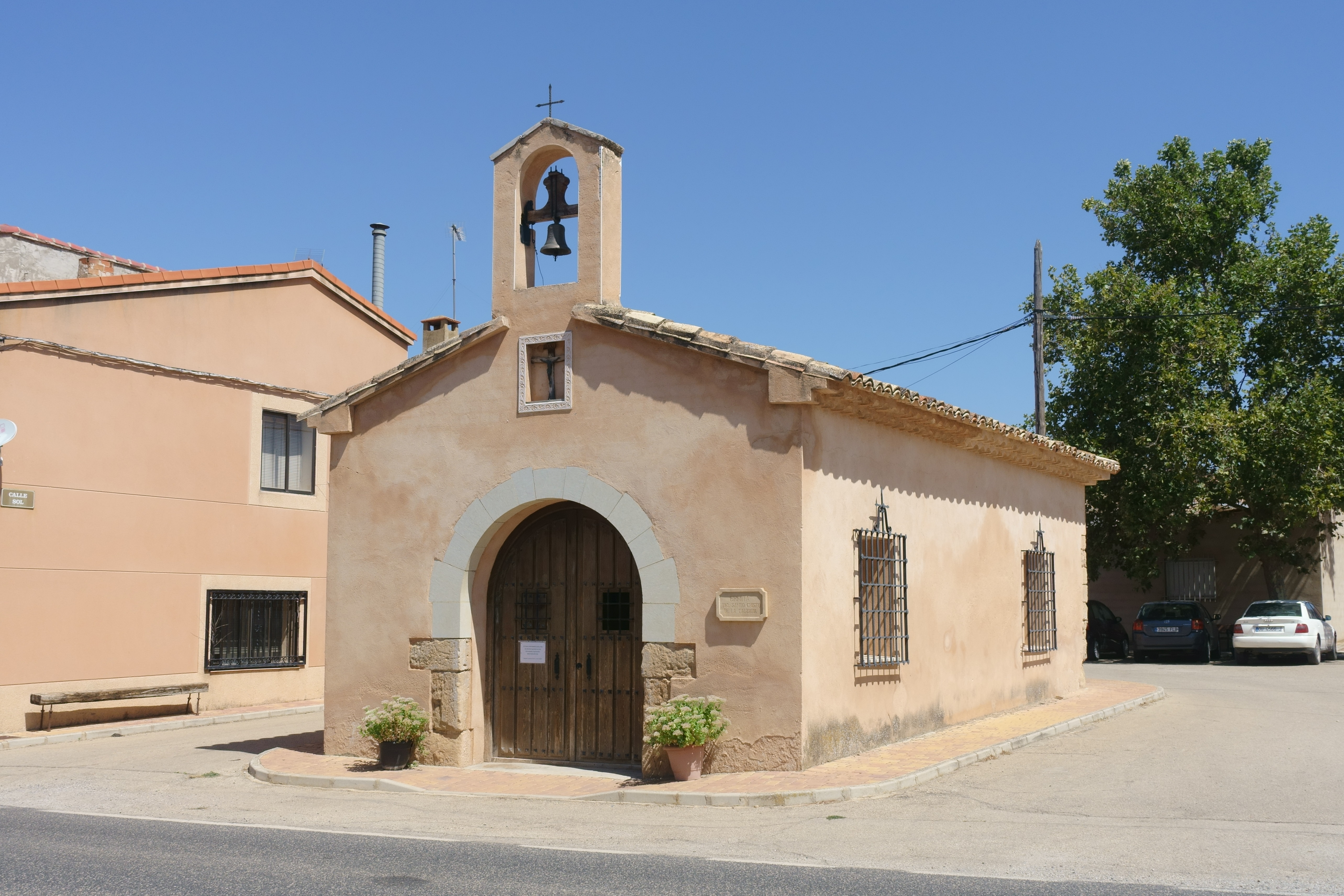
Ermita Santo Cristo de la Calzada

- Villa romana de Noheda, villa tardorromana de la que se conservan restos de muros, vasijas de gran tamaño, fragmentos de mosaico, de mármol decorativo y escultura de un pie de mármol. Existe un centro de interpretación del yacimiento en el mismo casco urbano.
- Iglesia de la Asunción, reformada y ampliada entre los siglos XVII y XVIII. Tiene planta de salón con tres naves, bellos retablos barrocos con columnas salomónicas en las naves laterales y un retablo mayor de estilo neoclásico en la nave central. Además conserva algunas tallas de valor, como la del Cristo en la Cruz y la de San Miguel. Conserva elementos de la primitiva iglesia, como arcos y crucería. También es digna de destacar su torre campanario por su robustez y buen acabado, visible desde todos los puntos del pueblo.
- La Posada de Villar de Domingo García provenía del siglo XVI y estuvo en funcionamiento hasta los años 60 del siglo XX. Situada en la plaza del pueblo, esta casona de dos plantas y altillo era el lugar ideal para descansar y tomar fuerzas.   La casona todavía guardaba parte de su estructura original con un patio central al que se accedía a través del amplio portón de entrada, que permitía el paso de carruajes, y a los lados la cuadra y la cocina. Las habitaciones se encontraban en el piso de arriba. Su estado de ruina obligó su derribo en los años 1980.
- Conjunto de cuevas bodega en las afueras del pueblo, excavadas a lo largo de la ladera de un cerro paralelo al camino del "Rebollillo". Supera el centenar de ellas y en su interior se aprecia el laborioso trabajo en su construcción, por la dureza de la roca allí existente. La temperatura constante de su interior las hace idóneas para la elaboración y conservación del vino. Se supera el número de 120 cuevas, muchas de ellas en estado ruinoso o abandonadas.

## Fiestas
Su patrona es la Virgen del Rosario, y se celebran sus fiestas patronales el cuarto fin de semana de agosto.